# قناع الموت

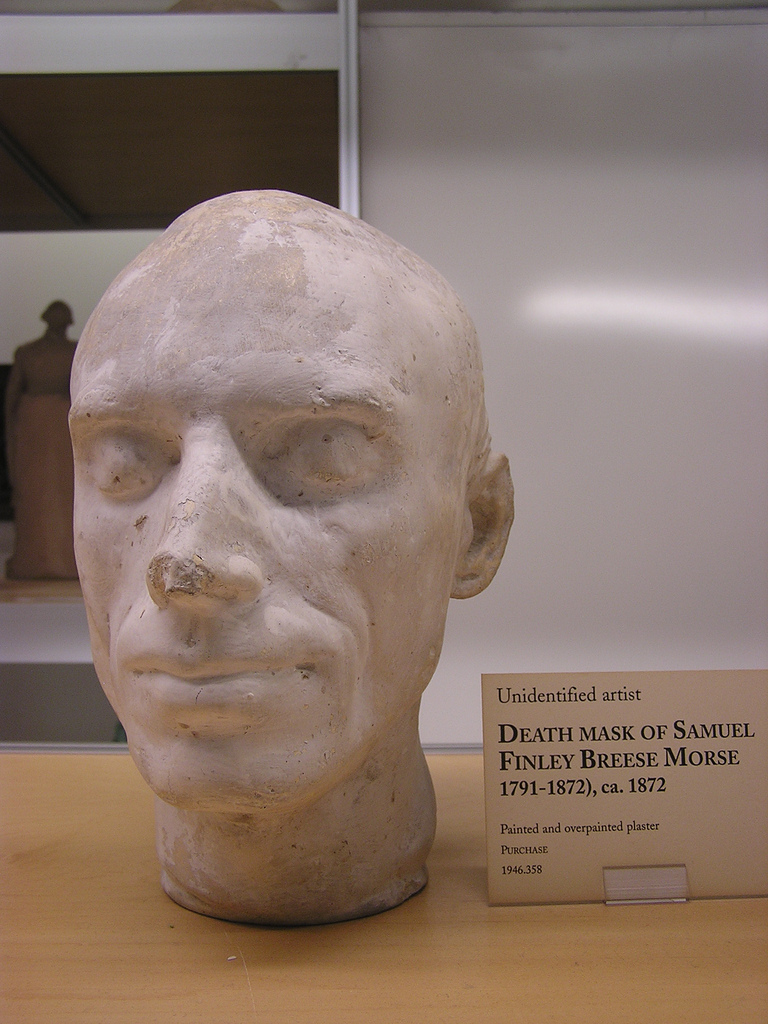
قناع الموت من صموئيل مورس

قِناع المَوت أو قِناع الحَياة [بحاجة لمصدر] هو قناع يصنع عن طريق سكب مادة الجص أو الشمع على وجه الميت من اجل الاحتفاظ بصورة طبق الأصل عنه، أحيانًا كان يصنع من أجل نحت تمثال أو رسم لوحة للميت، وقد لاقت هذه الأقنعة رواجًا كبيرًا في الغرب في العصور الوسطى لكنها انحسرت مع اختراع الكاميرا وانتشار التصوير الفوتوغرافي.